# Anna dai capelli rossi - In pace con il mondo
Anna dai capelli rossi - In pace con il mondo (L.M. Montgomery's Anne of Green Gables: Fire & Dew) è un film del 2017 per la televisione canadese diretto da John Kent Harrison, andato in onda in Italia su Rai 1. È il sequel di Anna dai capelli rossi - Promesse e giuramenti del 2017. Il film ha vinto vari premi ai Canada Screen Awards.

## Trama
Anna ha 14 anni e frequenta la scuola di Avonlea sull'Isola del Principe Edoardo con ottimi voti per cui, assieme agli altri alunni più meritevoli, riceve la proposta della maestra Muriel Stacy di frequentare un corso intensivo di preparazione agli esami di ammissione alla Queen's Academy, la scuola superiore della cittadina di Charlottetown, dove si diplomano i maestri delle scuole elementari. Anna ha trovato finalmente uno scopo nella vita: vuole diventare come la sua adorata maestra Stacy.
Passa il tempo ed inizia l'ultimo anno scolastico. Anna ha ormai 15 anni e prosegue con il suo studio forsennato e non vuole deludere Matthew, che ripone una fiducia cieca nelle sue capacità. Finalmente arriva il giorno dell'esame e dopo alcune settimane vengono esposti i risultati: tutto il gruppo di studenti preparato da Muriel Stacy ha superato l'esame ed è stato ammesso alla Queen's Academy ma Anna risulterà prima tra gli studenti di tutta l'isola a pari merito con il suo rivale Gilbert Blythe.
Adesso per Anna inizierà una nuova esistenza e la sua vita spensierata ad Avonlea e si deve trasferire a Charlottetown dove frequenterà le scuole superiori. Anna e Gilbert decidono di frequentare il corso intensivo, due anni in uno, per ottenere il diploma in un solo anno. Improvvisamente lo scopo della vita della ragazza cambia: il desiderio di diventare maestra come la signorina Stacy si trasforma nella ferrea volontà di proseguire gli studi e di andare all'università per cui usa coscientemente l'antica rivalità con Gilbert per poter reggere il terribile ritmo di studio che si autoimpone e per poter vincere la borsa di studio per l'università, offerta allo studente più brillante in letteratura inglese.
Arriva il momento degli esami finali: Anna si diplomerà con un punteggio altissimo e vincerà l'agognata borsa di studio che le permetterà di frequentare l'università, tuttavia Matthew e Marilla sono molto inquieti per il rischio del crollo della Abbey Bank dove hanno tutti i loro risparmi. Il cuore di Matthew non regge e, già malato da tempo, viene colpito da un attacco fatale e muore nel 1906.
Anna sceglie quindi di rinunciare all'università e di accettare l'insegnamento per stare accanto a Marilla.

## Riconoscimenti
- Canadian Screen Awards (2018)

Best Performance, Children's or Youth
- Canadian Screen Award

Best Direction, Children's or Youth
- Young Artist Awards (2018)

Best Performance in a TV Movie or Special - Young Actress
- Young Entertainer Awards (2018)

Best Supporting Young Actress -TV Movie, Mini Series, or Special